# Lista da Liberdade (Dinamarca)
A Lista da Liberdade (em dinamarquês:  Frihedslisten) é um grupo político dinamarquês. O grupo é liberal, com um desejo pelos direitos do indivíduo sobre o seu próprio corpo e o direito de recusar os regulamentos de combate ao COVID-19, como máscaras faciais e vacinas. O grupo concorreu em 26 municípios e em todas as cinco regiões da Dinamarca nas eleições locais dinamarquesas de 2021.

## Partido
O grupo foi fundado por Flemming Blicher, que já esteve por trás de várias manifestações contra o COVID-19 e contra a forma como o governo lida com a pandemia do COVID-19 na Dinamarca.
O grupo descreve-se como um conjunto de indivíduos, com focos localistas e regionalistas, permitindo que os membros do grupo expressem as suas próprias opiniões, independentemente do que o resto do grupo possa pensar. O foco de vários membros do grupo é lutar contra as regulamentações do governo em relação à pandemia do COVID-19 na Dinamarca.